# Peter Norton Computing
La Peter Norton Computing, Inc. è stata un'azienda informatica fondata nel 1982 da Peter Norton.
Tutti i software della Peter Norton Computing utilizzavano il marchio Norton nel nome.
Il primo software prodotto dalla PNC è Norton Utilities ed un altro celebre software è il file manager Norton Commander.
Nel 1990 la PNC è stata acquisita dalla Symantec. Da ora il marchio Norton è stato utilizzato da molti software di produzione Symantec, tra cui Norton AntiVirus.

## Prodotti
- Norton Utilities (1982)[1]
- Norton Editor (1985)
- Norton Guides (1985)
- Norton Commander (1986)[1]
- Norton Backup (1990)[1]